# Rouvroy-les-Merles
Rouvroy-les-Merles település Franciaországban, Oise megyében. Lakosainak száma 70 fő (2022. január 1.). Rouvroy-les-Merles Breteuil, Paillart, Rocquencourt, Tartigny, Folleville és Quiry-le-Sec községekkel határos.

## Népesség
A település népessége az elmúlt években az alábbi módon változott:
| Lakosok száma | 47   | 52   | 55   | 54   | 54   | 53   | 59   | 64   | 70   |
|               | 2013 | 2015 | 2016 | 2017 | 2018 | 2019 | 2020 | 2021 | 2022 |